# Jürchen

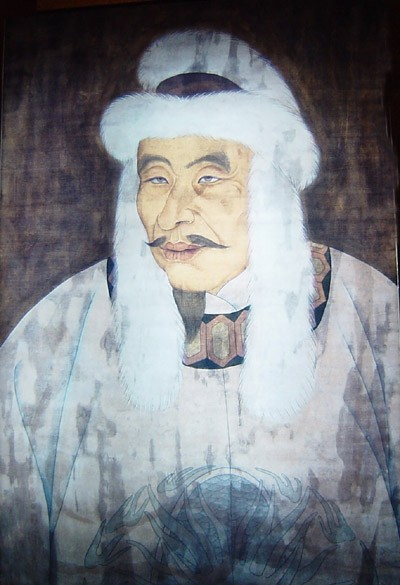
Wanyan Aguda (1115-1123), premier empereur des Jürchen Jin et conquérant des Khitan Liao.

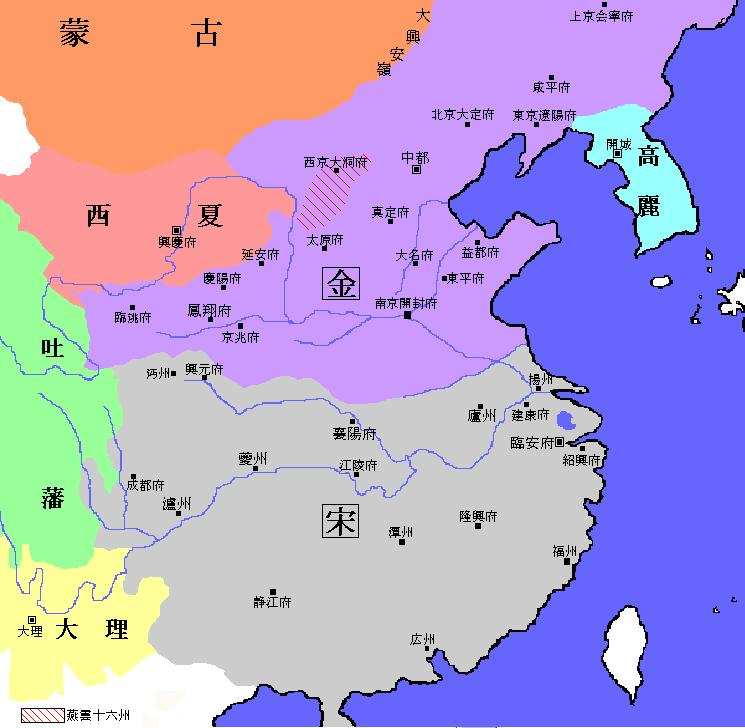
Empire des Jürchen Jin (en violet) qui fait face aux Chinois Song (en gris).

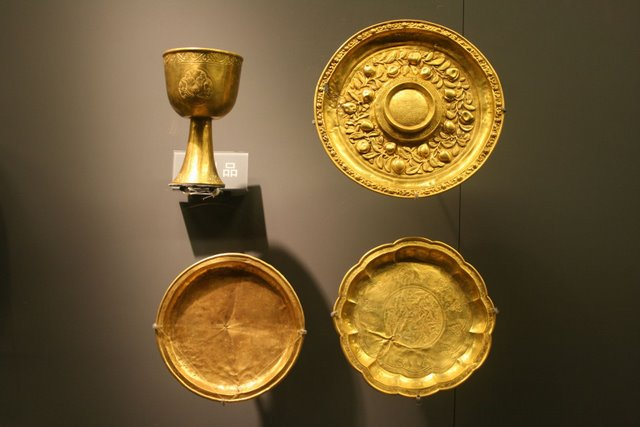
Plats en or de la dynastie jürchen Jin.

Les Jürchen [ mandchou : ᠵᡠᡧᡝᠨ Jušen, prononcé : [ʤuʃən] ; chinois : 女真 (nǚzhēn) ] sont un peuple aujourd'hui disparu qui se développa en Mandchourie sous l'empire khitan (907-1125). Ce terme est utilisé pour décrire collectivement un certain nombre de peuples d'Asie orientale parlant le toungouse qui vivent dans le nord-est de la Chine, une région qui sera plus tard connue sous le nom de Mandchourie. Ayant vécu avant le XVIIIe siècle, les Jürchens sont les ancêtres en ligne directe des Mandchous qui fonderont la dynastie Qing. Les origines des Jürchens sont obscures et les différents groupes composant ce peuple ont des modes de vie variés, pouvant être des chasseurs-cueilleurs, des pasteurs nomades ou des agriculteurs sédentaires. Généralement dépourvus d'autorité centrale et communicant peu entre eux, de nombreux groupes Jürchens tombent sous l'influence des dynasties voisines, leurs chefs payant un tribut et occupant des postes nominaux en tant que commandants héréditaires des gardes-frontières.
Les fonctionnaires chinois de la dynastie Ming (1368-1644) ont classé les différents peuples Jürchens en trois groupes, reflétant la proximité relative de ces derniers avec la Chine :
1. Jianzhou (chinois : 建州 ; litt. « Préfecture construite ») Des tribus jürchens, dont certaines étaient mélangées avec des populations coréennes et chinoises, vivant à proximité du fleuve Mudan, des montagnes Changbai et du Liaodong. Ils sont réputés pour leur capacité à coudre des vêtements similaires à ceux des Chinois et vivent de chasse et de pêche, d'agriculture sédentaire et de commerce de perles et de ginseng.
2. Haixi (chinois : 海西 ; litt. « Ouest de la mer ») Des tribus Jürchens, dont le nom provient du fleuve Haixi ou Songhua. Les Haixi comprennent plusieurs tribus indépendantes et de grande taille, largement réparties entre les pasteurs nomades à l'ouest et les agriculteurs sédentaires à l'est. Ce sont les Jürchens qui sont le plus fortement influencés par les Mongols.
3. Yeren (chinois : 野人 ; litt. « Homme sauvage »), terme parfois utilisé par les commentateurs chinois et coréens pour désigner tous les Jürchens. Il désigne plus spécifiquement les habitants des régions peu peuplées du nord de la Mandchourie, au-delà des vallées des fleuves Liao et Songhua. Ces tribus vivent de la chasse, de la pêche, de l'élevage de porcs et d'une certaine agriculture migratoire. De nombreux « Jürchens Yeren », comme les Nivkhes (qui parlent une langue isolée), les Negidales, les Nanai, les Oroqen et les Evenks, sont aujourd'hui considérés comme des groupes ethniques distincts.

Les Jürchens sont surtout connus pour avoir fondé deux dynasties ayant conquis tout ou partie du territoire chinois. La première est la dynastie Jin (1115-1234) fondée par Wanyan Aguda. Ce dernier finit par envahir l'empire de Khitans et le Nord de la Chine, repoussant les Song au Sud. Les Jin sont la première dynastie régnant sur la Chine à faire de Pékin leur capitale sous le nom de Zhongdu (中都, « Capitale du Milieu »). Ils subissent les attaques de Gengis Khan et de ses descendants, voyant leur territoire se faire grignoter pendant trois décennies par les Mongols avant de finalement disparaître. Un royaume des Jürchen va perdurer en Mandchourie durant le siècle suivant, jusqu'à la fondation de la dynastie Qing (1616/1636-1912). Il faut noter que cette dynastie porte au moment de sa création le nom de "Jin postérieurs", en référence à celle de 1115. Elle est fondée par Nurhachi (r. 1616-26), un chef Jürchen Jianzhou qui unifie la plupart des tribus Jürchen, qui incorpore toute leur population dans des régiments militaires héréditaires connus sous le nom de Huit Bannières. Il ordonne également la création d'un alphabet jürchen basé sur l'écriture mongole. C'est Huang Taiji, le fils et successeur de Nurhachi, qui achève l'unification des Jürchens et décrète en 1635 que, dorénavant, le terme mandchou est le seul nom acceptable pour ce peuple.

## Nom

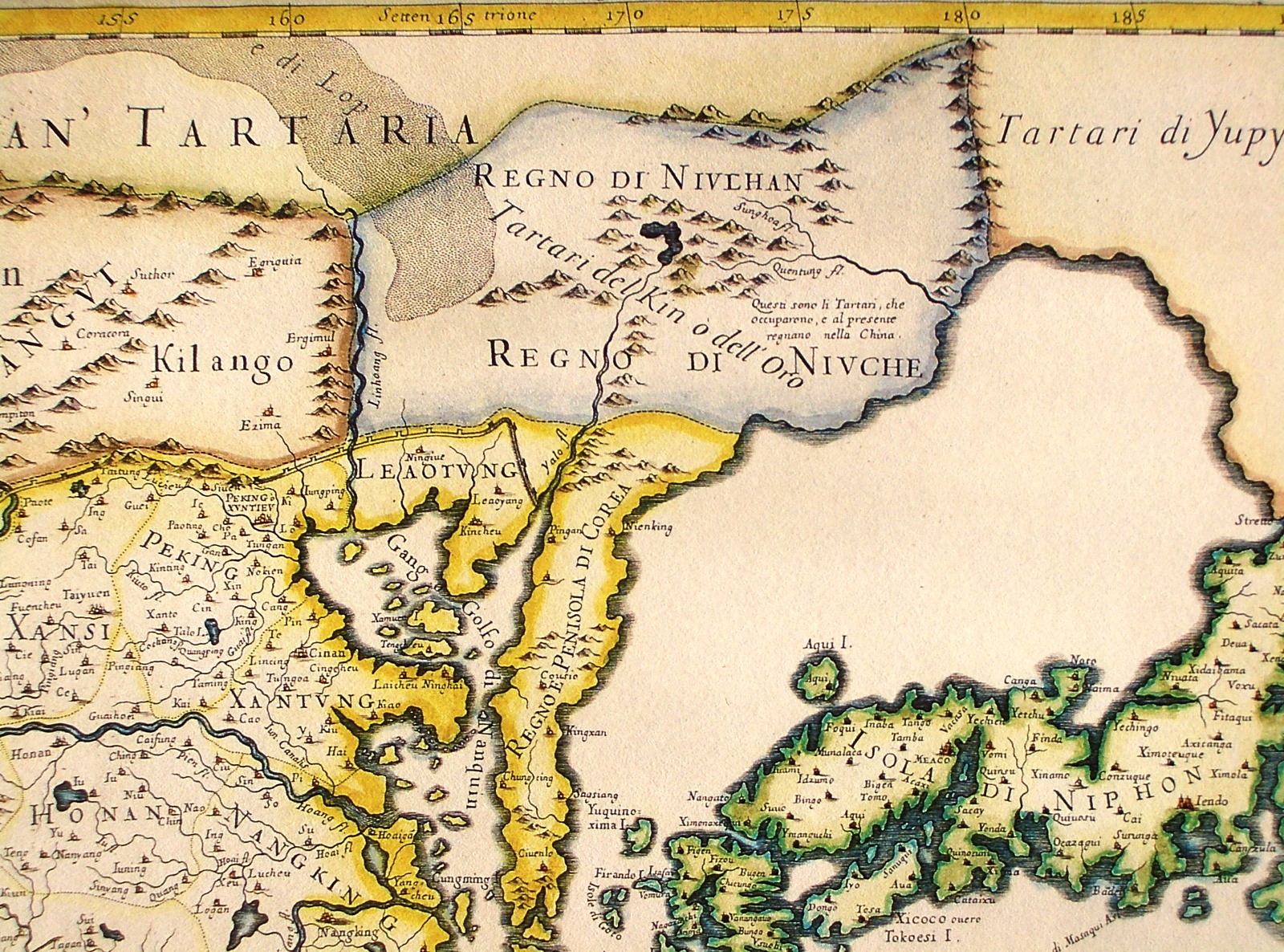
Une carte italienne de 1682 montrant le "Royaume de Niuche" (i.e., Nǚzhēn) ou les "Kin (Jin) Tartares", qui "ont occupé et dirigent actuellement la Chine", au nord de Liaodong et de la Corée

Le nom Jürchen est dérivé d'une longue lignée d'autres variations du même nom.
Selon les linguistes, la forme khitan initiale du nom est Lüzhen. La variante Nrjo-tsyin (aujourd'hui Nüzhen, d'où l'anglais Nurchen) apparaît au Xe siècle sous la dynastie Liao. Les Jürchen sont également connus sous le nom interchangeable de Nrjo-drik (aujourd'hui Nüzhi), ce qui est traditionnellement expliqué comme étant la conséquence d'un « tabou de nom » chinois. En effet, le caractère chinois 真, « vrai, véritable » présent dans la forme chinoise de Nrjo-tsyin aurait été supprimé après l'intronisation de Zhigu, l'empereur Liao Xingzong, en 1031, parce qu'il apparaissait dans la forme sinifiée du nom personnel du nouvel empereur. Cependant, le linguiste chinois (mandchou) Aisin-Gioro Ulhicun (en) soutient qu'il s'agit d'une étymologie populaire plus tardive et que la raison initiale de cette modification est les différentes prononciations au sein des différents dialectes concernant le -n final du nom.
Jürchen est issu d'une anglicisation de Jurčen,, un mot qui est une tentative de reconstruction d'une forme originale, aux origines floues, du nom autochtone, qui a été transcrite en chinois médiéval sous le nom de  Trjuwk-li-tsyin (竹里真, zhúlǐzhēn) et en petite écriture khitan (en) sous le nom de Julisen. Les ethnonymes Sushen (Chinois archaïque: */siwk-[d]i[n]-s/) et Jizhen (稷真, jìzhēn), présent dans des ouvrages géographiques comme le Classique des montagnes et des mers et le Livre des Wei sont peut-être des cognats. Elle est à l'origine des termes Zorça de Fra Mauro et Ciorcia de Marco Polo, qui reflètent la forme persane du nom des Jürchens. Le linguiste Edward Vajda (en) considère que le nom des Jürchen dérive probablement des mots toungouses utilisés dans l'expression « peuple de rennes » et est apparenté aux noms des Orochs du Kraï de Khabarovsk et des Oroks de Sakhaline. À l'heure actuelle, la distinction entre "Toungouses des chevaux" et "Toungouses des rennes" est encore la répartition/division de base entre les différentes cultures toungouses.
Le linguiste finlandais Juha Janhunen fait valoir que ces écrits anciens reflètent déjà la forme plurielle du nom en langue mongole classique, tel qu'il est écrit dans l'Histoire secrète des Mongols sous le nom de J̌ürčät, et reconstruite plus tard sous le nom de *Jörcid. La forme en langue mongole moderne est Jürčid dont le -r- médian n’apparait pas dans les formes Jucen ou Jušen de la langue Jurchen tardive ou dans la forme Jushen de la langue mandchoue. En mandchou, ce mot est plus souvent utilisé pour décrire les serfs - mais pas les esclaves - des Mandchous libres, qui, pour la plupart d'entre eux, sont les anciens Jürchens. En fait, pour décrire le peuple historique qui a fondé la dynastie Jin, les Mandchous ont repris à leur compte le nom mongol Jurcit,.

## Aspect physique
Selon le missionnaire franciscain Guillaume de Rubrouck, les Jürchens sont « basanés comme des Espagnols ».
Le Coréen Sin Chung-il note (dans ses notes de voyages à Jianzhou) que lors de sa visite à Fe Ala à la fin du XVIe siècle, tous ceux qui sont au service de Nurhaci portent les mêmes habits et la même coiffure : ils se rasent tous une partie du crâne et rassemblent le reste de leurs cheveux en une longue tresse. Tous les hommes portent des bottes en cuir, des culottes et des tuniques.

## Histoire

### Préhistoire et Antiquité

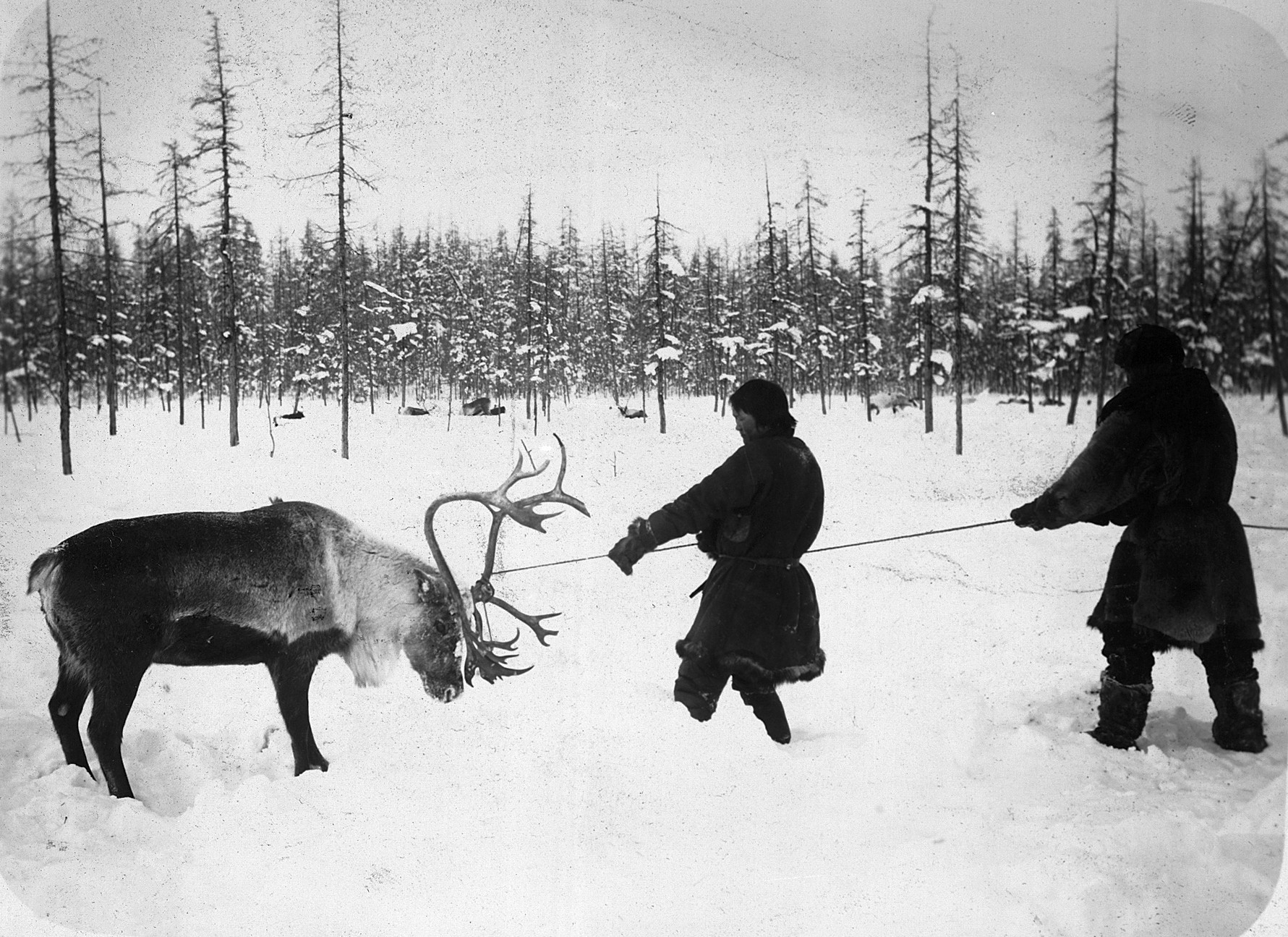
Habitants de la Sibérie en train de capturer un renne

La première mention des Jürchens dans les archives chinoises date de 748. À cette date, ils habitent les forêts et les vallées fluviales de la région qui est maintenant divisé entre la province chinoise du Heilongjiang et la région russe du Kraï du Primorié. Dans les documents antérieurs à cette date, cette région était connue comme étant la patrie des Sushen (vers 1100 Av. J.C), des Yilou (vers 200 Av. J.C), des Wuji (vers 500) et des Mohe (vers 700). Les études menées depuis la période Qing font remonter l'origine des Jürchens à la "tribu Wanyen des Mohos" vivant autour du mont Xiaobai, ou aux "Heishui Mohe" vivant sur les rives du fleuve Amour. Certaines sources soulignent la continuité entre ces peuples anciens et les Jürchen, mais cela reste du domaine de la conjecture.
Les ancêtres les plus probables des Jürchens sont les tribus toungouses Mohe, des sujets du royaume multiethnique de Balhae. Les Mohé aiment manger du porc, dont ils pratiquent l'élevage extensif, et sont principalement sédentaires. Ils utilisent des peaux de porc et de chien pour leurs manteaux. Ils sont principalement des fermiers et cultivent le soja, le blé, le millet et le riz, en plus de la chasse. Comme tous les peuples toungouses, les Mohé pratiquent l'esclavage. Les chevaux sont rares dans la région qu'ils habitent, ce jusqu'au Xe siècle, période à laquelle ils tombent sous la domination des Khitans. À la place des chevaux, les Mohe utilisent des rennes comme monture.

### Dynastie Jin

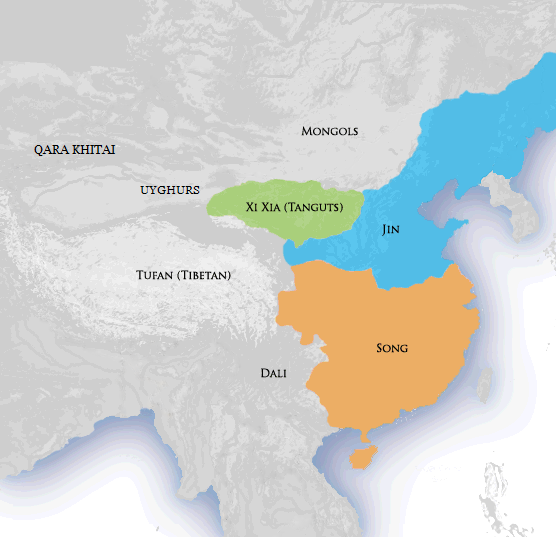
Carte de la Chine vers 1141.

Au XIe siècle, les Jürchens sont des vassaux des souverains Khitans de la dynastie Liao. Par contre, les Jürchens de la région de la rivière Yalu sont des vassaux du royaume coréen de Goryeo depuis le règne de Wang Geon, qui a fait appel à eux durant les guerres de la période des Trois Royaumes tardifs. Mais les Jürchens changent d'allégeance entre Liao et Goryeo à plusieurs reprises par opportunisme. Ils offrent des tributs aux deux cours par nécessité politique et par attrait des avantages matériels qui découlent de leur soumission.
Avant que les Jürchens ne renversent les Khitan, leurs femmes mariées et leurs filles étaient violées par les envoyés des Khitans, une coutume qui suscite le ressentiment des Jürchens à l'égard de leurs suzerains.
La situation change lorsque Wanyan Aguda, le chef de la tribu Wanyan, unifie les différentes tribus Jürchen en 1115 et se proclame empereur. En 1120, il s'empare de Shangjing, également connue sous le nom de Préfecture de Linhuang (chinois traditionnel : 臨潢府), la capitale du nord de la dynastie Liao. Pendant les guerres entre les dynasties Jin et Song, qui débutent après la chute des Liao, les Jürchen envahissent les terres de la dynastie Song et annexent la majeure partie de la Chine du Nord.  Ils s'emparent de la capitale de la dynastie chinoise, Bianjing, en 1127, et leurs armées repoussent les Song jusqu'au sud du fleuve Yangtze. Finalement, la frontière entre les terres des Jürchens et celles des Song se fixe le long du fleuve Huai.
Pour gérer leurs nouvelles conquêtes, ils commencent par créer les États fantoches de Da Qi et Da Chu (en), mais ces tentatives se soldent rapidement par des échecs et ils décident de gérer directement les territoires conquis. Ils adoptent un nom dynastique, à l'image des autres dynasties ayant régné sur la Chine et choisissent "Jin" (金), qui signifie "or". Il ne faut pas confondre cette dynastie avec les dynasties Jin (晋) antérieures, le sinogramme qui les désigne provenant du nom de la région entourant les provinces du Shanxi et du Henan. Le nom de la dynastie Jürchen, lui, dérive de la "rivière d'or" (Jurchen : antʃu-un ; Mandchou: Aisin) qui coule en Mandchourie, dans la région d'origine de la tribu Wanyan. Avec le temps, les Jürchens qui délaissent leur mode de vie nomade/semi-nomade pour s'installer dans les villes chinoises finissent par se marier avec des hommes et des femmes appartenant aux autres ethnies vivant en Chine. Les dirigeants Jin eux-mêmes en arrivent à vivre en suivant les normes confucéennes.
Après 1189, la dynastie Jin entre en conflit ouvert avec les Mongols, le territoire des Jürchens étant la cible d'attaques directes et de grande ampleur de la part de Gengis Khan et de ses successeurs. En 1215, après avoir perdu beaucoup de territoire au profit des Mongols, les Jürchen déplacent leur capitale vers le sud, quittant Zhongdu (actuellement Pékin) pour s'installer à Kaifeng. Les empereurs Jin tentent alors de regagner leur puissance perdue en relançant la guerre contre les Song pour annexer le sud de la Chine. Mais après trois campagnes successives, cette guerre s’achève par une défaite cinglante des Jürchens, qui se retirent définitivement de la Chine du sud. En 1224, les deux belligérants s'accordent sur un traité de paix qui met fin au versement annuel d'un tribut aux Jin par les Song et rompt les relations diplomatiques entre les deux pays. 
La guerre avec les Mongols reprend en 1230 et, après un siège qui dure environ un an, Kaifeng tombe aux mains des Mongols en 1233. L'empereur Jin Aizong s'enfuit à Caizhou pour s'y réfugier, mais la ville tombe à son tour en 1234, marquant la fin de la dynastie Jin.

### Dynastie Yuan
Après la chute de la dynastie Jin, les Jürchens se replient sur la Mandchourie, qui est sous le contrôle indirect de l'empire Mongol depuis 1217, puis  direct à partir de 1233. Lorsque la dynastie Yuan est fondée par Kubilai Khan, la Mandchourie fait partie des terres mongoles contrôlées par le nouvel empire.
La conquête mongole ayant provoqué la destruction des structures gouvernementales existantes, les Mongols commencent par développer un système de gouvernance souple, conçu pour tirer de la Mandchourie des ressources économiques et militaires tout en maintenant la stabilité locale. En 1286, le statut de la région et des Jürchens évolue lorsque Kubilai fonde la province de Liaoyang (遼陽行省). En 1286, cette province est transformée en Xuanweisi (宣慰司), mais à la fin de l'année 1287 elle redevient une province, après que le Khan ait personnellement réprimé la révolte de Nayan, le commandant mongol du Xuanweisi.
La re-création de la province de Liaoyang s'inscrit dans le cadre des efforts de Kubilai Khan pour rétablir l'ordre dans la région après la révolte de Nayan et consolider le contrôle de la dynastie Yuan sur la Mandchourie. Pour ce faire, il nomme des nobles mongols comme Dorji ou les membres du clan Hong, à des postes élevés au sein de l'administration de la Mandchourie. Il y nomme également des généraux aussi loyaux que le Coréen Hong Kun-sang. De manière générale, Kublai fait de grands efforts pour maintenir un équilibre entre les intérêts du trône de Goryeo, ceux des nobles mongols locaux, ceux des dirigeants de la communauté coréenne en Mandchourie, et ceux de sa propre cour pour rétablir l'ordre dans le nord-est de son empire. 
Dans ce jeu politique complexe, la place des Jürchens est plus que limitée, leurs élites ayant été éliminées ou affaiblies, au profit des nobles Mongols qui s'installent dans la région. Pendant tout le XIVe siècle, la Mandchourie reste le terrain de jeu des relations politiques complexes de la dynastie Yuan, sans être le théâtre de nouvelles rébellions.  Lorsque, après la mort de Yesün Temür Khan, se déclenche une guerre civile pour la succession au trône, connue sous le nom de guerre des deux capitales, les princes mongols et les hauts fonctionnaires mongols basés en Mandchourie combattent dans les rangs des deux factions. 
En 1368, lorsque la révolte des Turbans rouges s’achève par la chute de la dynastie Yuan au profit de la dynastie Ming, la Mandchourie reste sous le contrôle des Mongols. En effet, après avoir été expulsé de Chine, le dernier empereur Yuan fonde la dynastie Yuan du Nord, centrée sur la Mongolie, qui continue de gouverner la Mandchourie pendant deux décennies. Naghachu, un fonctionnaire yuan en poste en Mandchourie depuis 1362, réussit à prendre le contrôle des tribus mongoles de la région. En 1387, les Ming lancent une campagne militaire pour vaincre Naghachu. Ladite campagne se termine par la reddition de Naghachu et la prise de contrôle de la Mandchourie par les Ming. 
Enfin débarrassés des Mongols et de leur gestion prédatrice, les Jürchens commencent à retrouver une certaine autonomie et jouer un rôle politique en Mandchourie

### Dynastie Ming

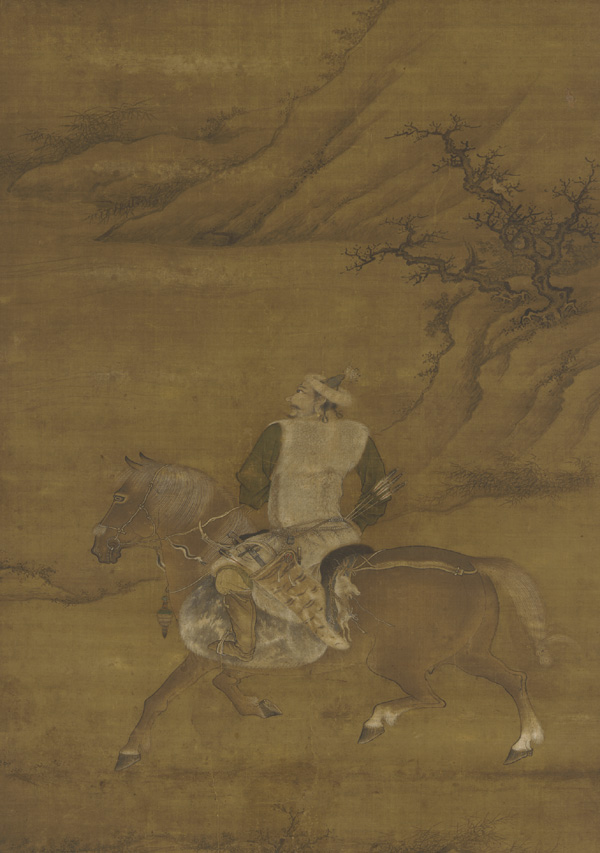
Un Jürchen chassant à cheval, d'après une peinture sur soie (encre et couleurs) du XVe siècle.

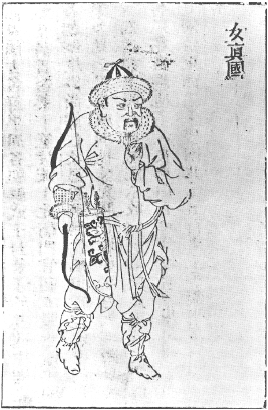
Gravure sur bois de la fin de la dynastie Ming représentant un guerrier Jürchen.

Les chroniqueurs chinois de la dynastie Ming distinguent trois groupes différents de Jürchens :  
- les Jürchens Yeren (chinois : 野人女真 ; pinyin : yěrén Nǚzhēn) (litt : "sauvages") vivant en Mandchourie extérieure
- les Jürchens Haixi (chinois : 海西女真), vivant dans le territoire qui correspond actuellement à la province du Heilongjiang
- les Jürchens Jianzhou vivant dans le territoire qui correspond actuellement à la province du Jilin.

Tous ont un mode de vie pastoral-agricole, pratiquant la chasse, la pêche et une agriculture limitée.  En 1388, l'empereur Ming Hongwu envoie une mission pour établir le contact avec les tribus Odoli, Huligai et T'owen.
Très vite, la question du contrôle des Jürchen devient un point de discorde entre la Corée du royaume de Joseon, très présent dans la région, et les premiers Ming.
L'empereur Yongle (r. 1402-1424) pousse plus loin que Hongwu et trouve des alliés parmi les différentes tribus Jürchen pour l'aider dans sa lutte contre les Mongols. Il accorde des titres et des noms de famille à divers chefs Jürchen et s'attend à ce qu'en retour, ils lui versent périodiquement un tribut. L'une des épouses de l'empereur Yongle est une princesse Jürchen, ce qui fait que certains des eunuques qui le servent sont également des Jürchens. Des commanderies chinoises sont établies en prenant comme base des unités militaires tribales et elles sont dirigées par leurs propres chefs tribaux héréditaires. Durant le règne de Yongle, 178 commanderies sont créées en Mandchourie. Plus tard, des marchés aux chevaux sont fondés dans les villes frontalières du nord de Liaodong. Les contacts accrus avec les Chinois permettent aux Jürchens de développer des structures organisationnelles plus complexes et plus sophistiquées que pendant la période ou la Mandchourie était sous le contrôle des Mongols.
Les Coréens traitent les Jürchen de manière rude, en faisant appel à leurs guerriers en échange d'avantages matériels et en lançant des expéditions punitives en cas de refus. Pour apaiser la situation, la Cour du royaume de Joseon leur décerne des titres et des diplômes, en faisant du commerce avec eux, et cherche à les acculturer en faisant en sorte que les femmes coréennes épousent des Jürchens et en les intégrant dans la culture coréenne. Mais ces mesures n'aboutissent à aucun résultat concret et les combats continuent entre les Jürchen et les Coréens,. La situation évolue lorsque les Ming se rapprochent des Jürchen, dont ils veulent se faire des alliés capables de protéger leur frontière Nord. En 1403, Ahacu, le chef du clan Huligai, verse un tribut à l'empereur Yongle. Peu après, Mentemu, le chef du clan Odoli des Jürchens Jianzhou, cesse de payer son tribut à la Corée pour devenir un vassal de la Chine. Yi Seong-gye, le premier souverain du royaume de Joseon, demande alors aux Ming de renvoyer Mentemu en Corée, mais sa demande est refusée. L'empereur Yongle est alors déterminé à arracher les Jïurchen de l'influence coréenne et à en faire des vassaux de la Chine pour sécuriser sa frontière et avoir des alliés dans sa lutte perpétuelle contre les Mongols,. Les Coréens essayent bien de persuader Mentemu de rejeter les propositions des Ming, mais sans succès,,. Les unes après les autres, les différentes tribus Jürchen finissent par verser un tribut à la dynastie Ming. Ces tribus sont divisés en 384 gardes par les Ming et les Jürchens deviennent donc les vassaux des empereurs chinois. Le nom donné à la terre des Jürchen par la dynastie Ming est Nurgan. Par la suite, une armée coréenne dirigée par Yi-Il et Yi Sun-sin expulse les Jürchens du territoire coréen.
En 1409, le gouvernement Ming créé la Commission militaire régionale de Nurgan (chinois : 奴兒干都司), dont le siège se trouve à Telin, ce qui correspond actuellement à la ville de Tyr, en Russie, à environ 100 km en amont de Nikolaïevsk-sur-l'Amour dans l'Extrême-Orient russe, à proximité du Heilongjiang. Le but de cette commission est de gérer les relations entre la dynastie Ming et les Jürchens, en assurant aux premiers le contrôle des seconds. Pour atteindre ce but, de 1411 à 1433, l'eunuque Yishiha, qui est un Jürchen Haixi, mène dix grandes missions afin de gagner l'allégeance des tribus Jürchens vivant le long des rivières Songhua et Amour. Sa flotte descend la Songhua jusqu'à l'Amour, et c'est lui qui installe la commission de Nurgan à Telin, près de l'embouchure de l'Amour. Ces missions ne sont pas bien documentées dans l'histoire des Ming, mais il existe deux stèles de pierre érigées par Yishiha sur le site du temple Yongning, un temple Guanyin dont il a personnellement ordonné la construction à Telin. Les inscriptions sur les stèles sont en quatre langues : chinois, jürchen, mongol et tibétain. Il y a probablement beaucoup de propagande dans les inscriptions, mais elles donnent un compte-rendu détaillé des efforts de la cour Ming pour affirmer la suzeraineté chinoise sur les Jürchens. La première stèle date de 1413, date de la troisième visite de Yishiha a Nurgan et durant laquelle il donne l'ordre de bâtir un temple appelé temple Yongning. La seconde date de 1432, lorsque Yishiha effectue sa 10e visite à Nurgan et ordonne que l'on reconstruise le temple Yongning. Sur cette seconde stèle, il fait graver l'entête "Chroniques de la reconstruction du Temple Yongning". Les différentes stèles érigées  par Yishiha racontent la mise en place de la commission militaire de Nurgan et rapportent les différents discours de Yishiha et d'autres personnes offrant des bénédictions à cette région. La dernière mission de Yishiha est liée à la retraite du chef des Nurgan et à "l'investiture" de son fils en tant que son successeur.  Yishiha transporte le nouveau chef depuis Pékin, où il vivait, jusqu'à Tyr et assiste à l'investiture en 1432. Il offre au nouveau chef un "sceau d'autorité" Ming, et distribue divers cadeaux à des chefs subalternes.
Les Jürchen passent donc sous l'administration nominale de cette commission, qui est finalement dissoute en 1434. Malgré cette disparition, les chefs des tribus Haixi et Jianzhou continuent d'accepter les titres que la cour des Ming leur décerne.
La neuvième année du règne de l'empereur Ming Xuanzong, les Jürchens sont victimes d'une famine qui les a contraints à vendre leurs filles en esclavage et à se rendre à Liaodong pour demander de l'aide et du ravitaillement au gouvernement de la dynastie Ming,.

### Fondation de la dynastie Qing et naissance des Mandchous

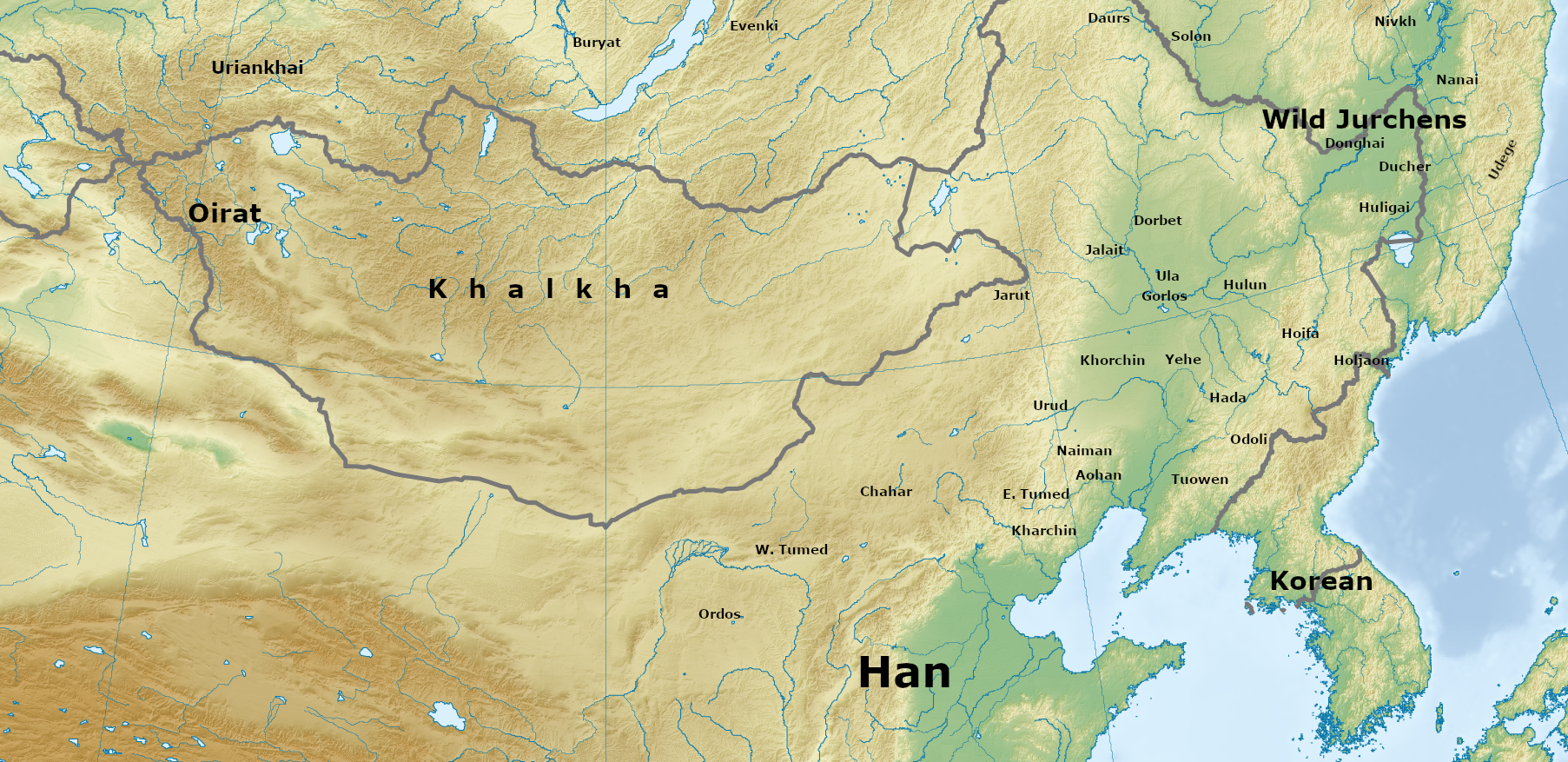
Carte des ethnies de Mandchourie avant l'Unification des Jürchens

À partir de 1586, Nurhachi, un chef des Jürchens Jianzhou, entreprend d'unifier les tribus Jürchen, ce qui lui prend trente ans. En 1635, son fils et successeur, Huang Taiji, rebaptise son peuple "Mandchous", rompant ainsi clairement avec leur passé de vassaux des Chinois,,.  
« Notre "gurun" (tribu, état) portait à l'origine les noms de Manju, Hada, Ula, Yehe et Hoifa. Des personnes autrefois ignorantes [nous] ont souvent appelés "jušen". Le terme "jušen" fait référence au Coo Mergen des barbares de Sibe et n'a rien à voir avec notre "gurun". Notre gurun établit le nom de Manju. Son règne sera long et se transmettra sur de nombreuses générations. Désormais, les personnes doivent appeler notre "gurun" par son nom d'origine, Manju, et ne pas utiliser le nom dégradant précédent. »
En effet, les pays et peuples voisins ont depuis longtemps assimilé les Jürchens à de simples sujets des Ming. Ainsi, lorsque les Coréens du royaume de Joseon veulent parler des terres habitées par les Jürchens, ils les désignent comme faisant partie du "pays supérieur" (sangguk), c'est-à-dire la Chine des Ming. Pour échapper à ce passé, les Qing excluent délibérément les références et les informations montrant que les Jürchens/Mandchous étaient des vassaux de la Chine lorsqu'ils rédigent l'Histoire des Ming, ce afin de cacher leur ancienne relation de soumission. Pour cette raison, les rédacteurs de ce texte n'utilisent pas le Ming Shilu (chinois traditionnel 明實錄, chinois simplifié 明实录, « Véritables documents Ming ») comme source d'information sur les Jürchens pendant la période de domination des Ming sur la Mandchourie, car il contient trop d'éléments prouvant le lien de vassalité des premiers aux seconds. L'empereur Yongzheng tente même de réécrire les archives officielles afin de pouvoir prétendre que les Aisin Gioro n'ont jamais été des sujets des dynasties et empires passés, en essayant de faire croire que Nurhaci a accepté des titres officiels Ming comme Général Tigre Dragon (longhu jiangjun 龍虎將軍) pour "faire plaisir au Ciel".
Pendant la dynastie Qing, les deux éditions originales des livres "Qing Taizu Wu Huangdi Shilu" et "Manzhou Shilu Tu" (Taizu Shilu Tu) sont conservées dans le palais et interdites d'accès au public car elles montrent que le clan impérial mandchou des Aisin Gioro a été le vassal de la dynastie Ming,.

## Culture

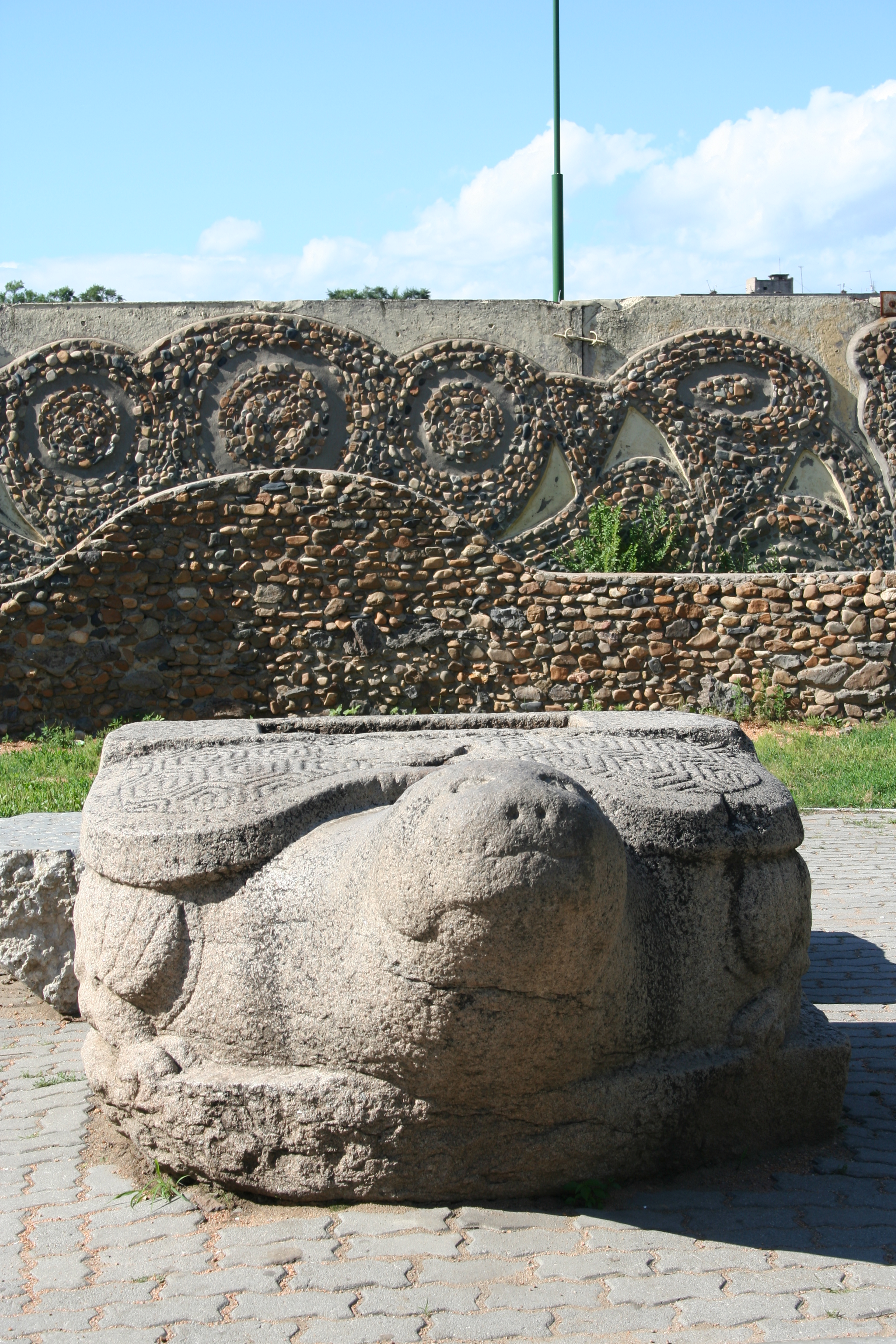
Un dragon-tortue provenant d'une tombe Jürchen du XIIéme siècle, actuellement situé dans le parc central de la ville russe d'Oussouriisk.

La culture Jürchen partage de nombreuses similitudes avec le mode de vie des chasseurs-cueilleurs de la toundra sibérienne et manchourienne et celui des peuples côtiers. Comme les Khitans et les Mongols, ils tirent de la fierté des prouesses physiques, de l'équitation, du tir à l'arc et de la chasse. Les Mongols et les Jürchens utilisent le titre de Khan pour désigner les dirigeants d'une entité politique, qu'ils soient "empereur" ou "chef". Un chef particulièrement puissant est appelé Beile ("prince, noble"), ce qui correspond au Beki mongol et au Beg ou Bey turc. Tout comme les Mongols et les Turcs, les Jürchen ne suivent pas les règles de la primogéniture pour la transmission du pouvoir : selon la tradition, tout fils ou neveu capable peut être choisi pour devenir chef.
Contrairement aux Mongols, les Jürchens vivent au sein d'une société sédentaire et agraire,. Leurs principales cultures céréalières sont le blé et le millet, mais ils cultivent également du lin et élèvent des bœufs, des porcs, des moutons et des chevaux. "Tout au plus", les Jürchens ne peuvent être décrits que comme étant des "semi-nomades" alors que la majorité d'entre eux sont sédentaires.
Les similitudes et les différences entre les Jürchens et les Mongols ont plus ou moins été soulignées par Nurhachi, par opportunisme politique. Nurhachi a déclaré à des envoyés Mongols :
« les langues des Chinois et des Coréens sont différentes, mais leurs vêtements et leur mode de vie sont les mêmes. C'est la même chose pour les Mandchous (Jušen) et les Mongols. Nos langues sont différentes, mais nos vêtements et notre mode de vie sont les mêmes »
Par la suite, il rajoute que le lien avec les Mongols n'est pas basé sur une véritable culture commune, mais plutôt sur des raisons pragmatiques d' "opportunisme mutuel". C'est cet opportunisme qui peut expliquer cette autre déclaration de Nurhachi aux Mongols, sensiblement différente de la première: 
« Vous les Mongols, vous élevez du bétail, vous mangez de la viande et vous portez des peaux. Mon peuple laboure les champs et vit de céréales. Nous ne sommes pas un seul pays et nous avons des langues différentes »
Sous la dynastie Ming, les Jürchen vivent au sein de sous-clans (mukun ou hala mukun) issus d'anciens clans (hala). Les membres de ces clans ne sont pas forcément liés par le sang, et la division et l'intégration d'un clan par un ou plusieurs autres clans est courante. Les ménages Jürchen (boo) vivent en familles (booigon), qui sont composées de cinq à sept membres liés par le sang et d'un certain nombre d'esclaves. Ces ménages forment des escouades (tatan) pour effectuer des tâches liées à la chasse et à la cueillette de nourriture et des sociétés (niru) pour des activités plus importantes, telles que la guerre.

### Haixi, Jianzhou, Yeren
Les Jürchens "Haixi" sont des "semi-agriculteurs", les "Jianzhou" et "Maolian" (chinois : 毛怜) sont sédentaires, tandis que les "Yeren" ("sauvages") pratiquent la chasse et la pêche. Les "Jianzhous" pratiquent la chasse, le tir à l'arc à cheval, l'équitation, l'élevage et l'agriculture sédentaire. Globalement, les archives chinoises décrivent les Jürchens comme étant pour l'essentiel un peuple d'agriculteurs et d'éleveurs. À noter que les Jürchens vivant dans les régions situées au nord de Shenyang pratiquent l'agriculture sur brûlis.
« 建州毛憐則渤海大氏遺孽，樂住種，善緝紡，飲食服用，皆如華人，自長白山迤南，可拊而治也 »
« The (people of) Chien-chou and Mao-lin [YLSL always reads Mao-lien] are the descendants of the family Ta of Balhae. They love to be sedentary and sow, and they are skilled in spinning and weaving. As for food, clothing and utensils, they are the same as (those used by) the Chinese. (Those living) south of the Ch'ang-pai mountain are apt to be soothed and governed
Les (habitants de) Chien-chou et Mao-lin sont les descendants de la famille Ta du Balhae. Ils aiment être sédentaires et semer (c.a.d "sont des agriculteurs), et ils sont habiles à filer et à tisser. En ce qui concerne la nourriture, les vêtements et les ustensiles, ils sont les mêmes que (ceux utilisés par) les Chinois. (Ceux qui vivent au) sud de la montagne Ch'ang-pai sont aptes à être apaisés et gouvernés) »

### Queue de cheval
En 1126, les Jürchens ordonnent à tous les Chinois Han de sexe masculin présents dans les territoires qu'ils ont conquis d'adopter la coiffure traditionnelle Jürchen en se rasant le front et en tressant le reste de leurs cheveux en queue-de-cheval. Ils doivent aussi adopter obligatoirement la tenue traditionnelle des Jürchens. Par la suite, cet ordre est annulé. À peu près à la même époque, les différents groupes de rebelles Chinois en lutte contre les Ming se mettent aux aussi à porter leurs cheveux en "queue de cheval" Jürchen, pour terroriser la population chinoise.
Le 21 juillet 1645, le prince Dorgon, alors régent des Mandchous, publie un décret réinstaurant l'obligation pour les Chinois d'adopter la coiffure traditionnelle jürchen/mandchoue,, ou soncoho (chinois : 辮子 ; pinyin : biànzi), la punition en cas de non-respect de cet édit étant la mort. Cette politique de soumission symbolique à la nouvelle dynastie aide les Mandchous à distinguer leurs alliés de leurs ennemis. Par contre, pour les fonctionnaires et les lettrés Han, la nouvelle coiffure est "un acte humiliant de dégradation"; car elle viole un précepte confucéen commun voulant qu'il faut préserver son corps intact, alors que pour les gens ordinaires, couper leurs cheveux "équivaut à la perte de leur virilité". 
Malgré ces réticences, vite réprimées dans le sang, cette obligation est maintenue jusqu'à la chute de la dynastie Qing

### Chiens
Si leurs ancêtres Mohe ne respectaient pas les chiens, les Jürchens commencent à les respecter à l'époque de la dynastie Ming et transmettent cette tradition aux Mandchous. Dans la culture Jürchens, il est interdit d'utiliser la peau des chiens et de blesser, tuer ou manger les chiens. Les Jürchens croyaient que le "plus grand mal" existant est l'utilisation de la peau de chien par les Coréens.

### Rites funéraires
Jusqu'à récemment, on ne savait pas exactement quels types de rites funéraires suivent les Jurchen. 
En juillet 2012, des archéologues russes découvrent un cimetière Jürchen dans le district de Partizansky du Kraï du Primorié en Russie. Quinze tombes datant du XIIe siècle ou XIIIe siècle y sont découvertes, comprenant la tombe d'un chef placé au centre, avec les tombes de 14 serviteurs à proximité. Toutes les tombes contiennent des pots avec des cendres, ce qui amène les scientifiques à conclure que les Jürchens pratiquent la crémation des corps de leurs défunts. La tombe du chef contient également un carquois avec des flèches et une épée courbée. Les archéologues pensent que l'épée a été délibérément pliée, pour signifier que son propriétaire n'en aurait plus besoin dans sa vie terrestre. Les chercheurs ont prévu de retourner à Primorié pour établir s'il s'agit uniquement de la sépulture d'un chef ou si elle fait d'une partie d'un cimetière plus vaste.

## Religion
Les Jürchens pratiquent des rituels chamaniques et croient en une déesse suprême du ciel nommée abka hehe, ce qui signifie littéralement "femme du ciel". Les Jürchens de la dynastie Jin pratiquent le bouddhisme, qui devient la religion dominante des Jürchens, et le taoïsme.
Pendant la dynastie Qing, et sous l'influence de la pensée confucéenne, la déesse suprême du ciel féminine est remplacé par un "père du ciel" nommé Abka Enduri (abka-i enduri, abka-i han).

## Langue
La première écriture jurchen est créée en 1120 par le chancelier Wanyan Xiyin, sur ordre de Wanyan Aguda. Cette écriture est issue de l'écriture khitan qui est elle-même dérivée de l'écriture chinoise.
La langue écrite Jurchen disparait peu de temps après la chute de la dynastie Jin. C'est ainsi que, lorsque le Bureau des Traducteurs des Ming, l'administration chargée de recevoir et traduire les missives des différents peuples et États vassaux de la Chine, reçoit en 1444 un message des Jurchen, aucun des traducteurs n'arrive à déchiffrer le jurchen. Du coup, il est décidé que toutes les lettres des Jürchens devant être envoyées aux Ming doivent être écrites en mongol.
Jusqu'à la fin du XVIe siècle, date à laquelle le mandchou devient la nouvelle langue écrite des Jürchens, ces derniers utilisent une combinaison de mongol et de chinois pour leurs écrits. Le premier linguiste occidental à véritablement étudier l'écriture jurchen est Wilhelm Grube à la fin du XIXe siècle.